# 蕩平菜
蕩平菜（韓語：탕평채）是朝鮮歷史名菜，源於1725年左右的朝鮮英祖時期，當時黨派紛爭，英祖便實行“蕩平”策略，屢設酒席宴請各黨派。後來還親自設計了這一道用4種不同顏色的蔬菜所做的菜式，以顯示團結的重要性，最終平息了紛爭。
蕩平菜主要以涼粉、牛肉、芽菜、野芹菜、蛋黃、蔥花及紫菜作主料，有清熱解毒的功效。
韓國古裝電視劇《大長今》中，長今初為御膳廚房宮女的時候，在製作此菜式時，就摸不著切粉皮的竅門。多虧韓尚宮的一番教導：將粉皮平放在兩根筷子上，然後橫向切成大小相同的薄片，再切成又細又薄的絲，如此方能入膳。事實上，這道菜在長今生活的時期之後200年才出現。